# 岡崎高之
岡崎 高之（おかざき たかゆき、1940年3月28日 - ）は、日本の陸上競技選手。
1960年ローマオリンピックに走幅跳で、1964年東京オリンピックに三段跳で出場した。

## 来歴
千葉県君津市出身。君津市立君津中学校在学中から陸上部に属していたが、本格的に競技に打ち込むようになったのは千葉県立木更津高等学校からという。木更津高校3年生であった1957年、静岡国体に三段跳で出場し、15m70の日本高校新記録を樹立。この高校記録は1986年に蓮勝美によって更新されるまで28年間も残った。
中央大学に進学。1960年ローマオリンピックに走幅跳で出場。決勝に進出したが、足の痙攣により棄権した。
中央大学卒業後、八幡製鐵（現・日本製鉄）に入社。1962年アジア競技大会（インドネシア・ジャカルタ）に出場し、走幅跳で金メダルを獲得した。1964年4月、国体予選の三段跳競技で16m48を記録。東京オリンピックを半年後に控えた時期の大記録に、「お家芸」と呼ばれた三段跳復活への期待も語られたが、翌月にかかとを痛めて練習休止を余儀なくされた。練習を再開できたのはオリンピックの1か月前であったという。オリンピックでは決勝まで進み、10位（15m90）の記録を残した。
1965年には、全日本実業団対抗陸上競技選手権大会の三段跳、日本陸上競技選手権大会の走幅跳でそれぞれ優勝している。1966年には全日本実業団対抗陸上競技選手権大会の三段跳・走幅跳で二冠。
1968年メキシコシティーオリンピックも目指したが、ケガにより国内予選を通過できず、1969年に現役を引退した。
1970年、新日鉄君津陸上競技部監督に就任。
1987年、会社の早期退職に応じ、地元でサウナ店を開き、実業家に転身。サウナ店は当初はにぎわったものの、やがてスーパー銭湯に客を取られ、2014年に閉店。2016年の毎日新聞取材時点ではデイサービスセンターを営んでいる。